# السويداء (تعز)
السويداء هي إحدى قرى الجمهورية اليمنية. وهي تتبع جغرافيًا لمحافظة تعز. وإداريًا لمديرية التعزية. يبلغ تعداد سكانها 961 نسمة حسب الإحصاء الذي جرى عام 2004.